# Jan Szancenbach (malarz)
Jan Szancenbach (ur. 8 stycznia 1928 w Krakowie, zm. 15 grudnia 1998 tamże) – polski malarz, przedstawiciel koloryzmu, profesor i rektor Akademii Sztuk Pięknych w Krakowie.

## Życiorys
Był synem Jana Szancenbacha, lekarza ginekologa, jeńca obozu w Starobielsku zamordowanego w Charkowie oraz Marii Skłodowskiej-Szancenbachowej, artystki malarki, uczennicy Olgi Boznańskiej.
W 1940 rozpoczął studia w Szkole Przemysłu Artystycznego w Krakowie (Kunstgewerbeschule). Od 1943, gdy szkoła została zamknięta przez niemieckie władze okupacyjne, do 1945 kształcił się samodzielnie w gronie kolegów pod przewodnictwem Tadeusza Brzozowskiego. W 1945 został przyjęty na II rok Akademii Sztuk Pięknych w Krakowie, gdzie przez kilka miesięcy uczęszczał do pracowni malarstwa Wojciecha Weissa, a następnie Eugeniusza Eibischa. W 1948 otrzymał absolutorium, zaś w 1952 uzyskał dyplom magistra sztuki.
W 1948 rozpoczął pracę na krakowskiej ASP. Początkowo uczył rysunku, liternictwa, projektowania graficznego i technik graficznych. Od 1972 prowadził pracownię malarstwa sztalugowego na Wydziale Malarstwa ASP. Od 1976 miał na uczelni własne atelier. W latach 1972–1978 i 1981–1984 był dziekanem Wydziału Malarstwa, prorektorem ASP w latach 1978–1981, a następnie przez dwie kadencje rektorem Akademii Sztuk Pięknych w Krakowie (1987–1993). W 1986 uzyskał tytuł profesora zwyczajnego. W latach 1971–1987 i 1993–1996 był członkiem Rady Wyższego Szkolnictwa Artystycznego. Był członkiem Związku Polskich Artystów Plastyków, kilkanaście lat pracował społecznie w zarządzie związku, pełniąc między innymi funkcje sekretarza i prezesa okręgu krakowskiego ZPAP.

## Twórczość
Malował pejzaże, martwe natury, widoki wnętrz pełne ekspresji, o urozmaiconej fakturze, niekiedy na pograniczu abstrakcji. Oprócz malarstwa zajmował się także grafiką, projektowaniem (plakatów, okładek itp.), malarstwem w architekturze (m.in. renowacja widowni Teatru im. J. Słowackiego w Krakowie, widowni i plafonu w Operze Wrocławskiej) i filmem rysunkowym.
W latach 1948–1996 brał udział w ponad 300 wystawach ogólnopolskich i 70 zagranicznych.

### Wybrane wystawy indywidualne
- ponad 50 indywidualnych prezentacji w Polsce i Europie, m.in.: w Krakowie, Warszawie, Poznaniu, Łodzi, Wrocławiu, Londynie, Wiedniu, Malmö, Düsseldorfie.
- retrospektywna wystawa z cyklu Mistrzowie polskiego malarstwa współczesnego, ABC Gallery, Poznań, 1996.

### Wybrane wystawy zbiorowe
- Modern Polish Masters, Fryburg, 1991
- East European Contemporary Fine Artists, Towo Art Center, Tokio, 1991
- La Pologne d'Aujourdhui, Lyon, Nicea, 1992

### Prace artysty znajdujące się w zbiorach
- Muzea Narodowe w Gdańsku, Krakowie, Poznaniu, Szczecinie,
- Galeria Uffizi we Florencji,
- liczne kolekcje prywatne w Polsce i na świecie.

## Nagrody i odznaczenia
- Dyplom honorowy TPSP
- Grand Prix na Międzynarodowej Wystawie w Monte Carlo (zespołowo)
- Nagroda na wystawie „Złotego Grona” w Zielonej Górze
- Medal im. Wyspiańskiego (TPSP w Krakowie)
- Dyplom honorowy ZPAP na wystawie jubileuszowej
- Nagroda Miasta Krakowa (1974)
- Nagroda Prezesa Rady Ministrów „Za Twórczość dla Dzieci” (1978)
- Nagroda Ministra Kultury i Sztuki III, II (trzykrotnie) i I stopnia (za pracę pedagogiczną, działalność organizacyjną w Radzie Wyższego Szkolnictwa Artystycznego oraz za całokształt twórczości)
- Złota Odznaka Związku Polskich Artystów Plastyków
- Złota Odznaka „Za Pracę Społeczną dla Miasta Krakowa”
- Odznaka „Zasłużony Działacz Kultury”
- Złoty Krzyż Zasługi
- Krzyż Kawalerski Orderu Odrodzenia Polski
- Krzyż Oficerski Orderu Odrodzenia Polski
- Krzyż Komandorski Orderu Odrodzenia Polski (1993)[1]
- Medal 40-lecia Polski Ludowej[2]
- Odznaka tytułu honorowego „Zasłużony dla Kultury Narodowej” (1989)[3]

Otrzymał też kilkanaście nagród w konkursach na plakaty, znaki firmowe, odznaki, znaczki pocztowe, opakowania itp.